# Mistrzostwa Świata w układaniu Kostki Rubika 2015
Mistrzostwa Świata w układaniu kostki rubika 2015, (ang. World Rubik's Cube Championship 2015) – międzynarodowy turniej Speedcubingowy zorganizowany przez WCA.
Na organizatora mistrzostw wybrano Brazylię, turniej odbył się w São Paulo. W zawodach wzięli udział uczestnicy z 37 państw.